# 米川英之 BEST
『米川英之 BEST』（よねかわひでゆき ベスト）は、米川英之が2016年12月21日にユニバーサルミュージックからリリースしたベスト・アルバムである。

## 解説
- 米川にとって初のベスト・アルバム。
- 1990年にソロ活動を開始してから2016年までに発表したシングル、アルバム収録曲から選りすぐった15曲と、ライブでは演奏されていたものの未音源化であった「銀の十字架」を加えた16曲で構成されている。およそ20年ぶりにメジャーレーベルよりリリースされた。

## 収録曲
| 全作曲: 米川英之。 |                                                         |                  |            |                    |
| #                  | タイトル                                                | 作詞             | 作曲・編曲 | 編曲               |
| 1.                 | 「Getting Better」                                      | 六ツ見純代       | 米川英之   | 米川英之           |
| 2.                 | 「奇跡」                                                | 関口誠人         | 米川英之   | 米川英之           |
| 3.                 | 「Starting Over」                                       | 六ツ見純代       | 米川英之   | 米川英之           |
| 4.                 | 「Circle Game」                                         |                  | 米川英之   | 米川英之           |
| 5.                 | 「月に叫ぶ」                                            | 高柳恋           | 米川英之   | 米川英之           |
| 6.                 | 「堕ちた天使の夜」(ホーンアレンジ：小林正弘)            | 加藤健           | 米川英之   | 米川英之           |
| 7.                 | 「Everlasting〜君の瞳の中に〜」                         | 加藤健           | 米川英之   | 米川英之           |
| 8.                 | 「La Siesta」(ホーンアレンジ：小林正弘)                 | 加藤健           | 米川英之   | 米川英之・難波弘之 |
| 9.                 | 「Dolphin Ocean Swim（Album Version）」                 | 加藤健・原海太郎 | 米川英之   | 米川英之・難波弘之 |
| 10.                | 「ムーンスパイラル」                                    | 山田ひろし       | 米川英之   | 米川英之           |
| 11.                | 「想い出に変わる季節」(ピアノ&シンセアレンジ：中島拓哉) | 加藤健           | 米川英之   | 米川英之           |
| 12.                | 「真夜中へ8マイル」                                     | 小西康陽         | 米川英之   | 米川英之           |
| 13.                | 「Broken Wings」                                        |                  | 米川英之   | 米川英之           |
| 14.                | 「永遠がはじまる」                                      | 六ツ見純代       | 米川英之   | 米川英之           |
| 15.                | 「トワニナレル」                                        | 渡辺英樹         | 米川英之   | 米川英之           |
| 16.                | 「銀の十字架」(Live Ver.)                               | 関口誠人         | 米川英之   | 米川英之           |

## 楽曲解説
1. Getting Better
作詞：六ツ見純代 / 作曲：米川英之
アルバム「End of the World」収録
2. 奇跡
作詞：関口誠人 / 作曲・編曲：米川英之
アルバム「Sweet Voyage」収録
3. Starting Over
作詞：六ツ見純代 / 作曲・編曲：米川英之
アルバム「CALLIN'」収録
4. Circle Game
作曲・編曲：米川英之
アルバム「Circle Game」収録
5. 月に叫ぶ
作詞：高柳恋 / 作曲・編曲：米川英之
アルバム「INTO THE LIGHT」収録
6. 堕ちた天使の夜
作詞：加藤健 / 作曲・編曲：米川英之 / ホーンアレンジ：小林正弘
アルバム「HALF TONE SMILE」収録
7. Everlasting〜君の瞳の中に〜
作詞：加藤健 / 作曲・編曲：米川英之
アルバム「HALF TONE SMILE」収録
8. La Siesta
作詞：加藤健 / 作曲：米川英之 / 編曲：米川英之・難波弘之 / ホーンアレンジ：小林正弘
アルバム「azul」収録
9. Dolphin Ocean Swim（Album Version）
作詞：加藤健・原海太郎 / 作曲：米川英之 / 編曲：米川英之・難波弘之
シングル。アルバム「azul」収録
10. ムーンスパイラル
作詞：山田ひろし / 作曲・編曲：米川英之
シングル
11. 想い出に変わる季節
作詞：加藤健 / 作曲・編曲：米川英之 / ピアノ&シンセアレンジ：中島拓哉
アルバム「INTO THE LIGHT」収録
12. 真夜中へ8マイル
作詞：小西康陽 / 作曲・編曲：米川英之
アルバム「Sweet Voyage」収録
13. Broken Wings
作曲・編曲：米川英之
アルバム「INTO THE LIGHT」収録
14. 永遠がはじまる
作詞：六ツ見純代 / 作曲・編曲：米川英之
マキシシングル「Re:Birth」収録
15. トワニナレル
作詞：渡辺英樹 / 作曲：米川英之
アルバム「End of the World」収録
16. 銀の十字架（Live Ver.）
作詞：関口誠人 / 作曲・編曲：米川英之
2010年にリリースされたDVD「LIVE 2009『Turning Point』」の収録音源より。初CD音源化